# Transfusión de sangre

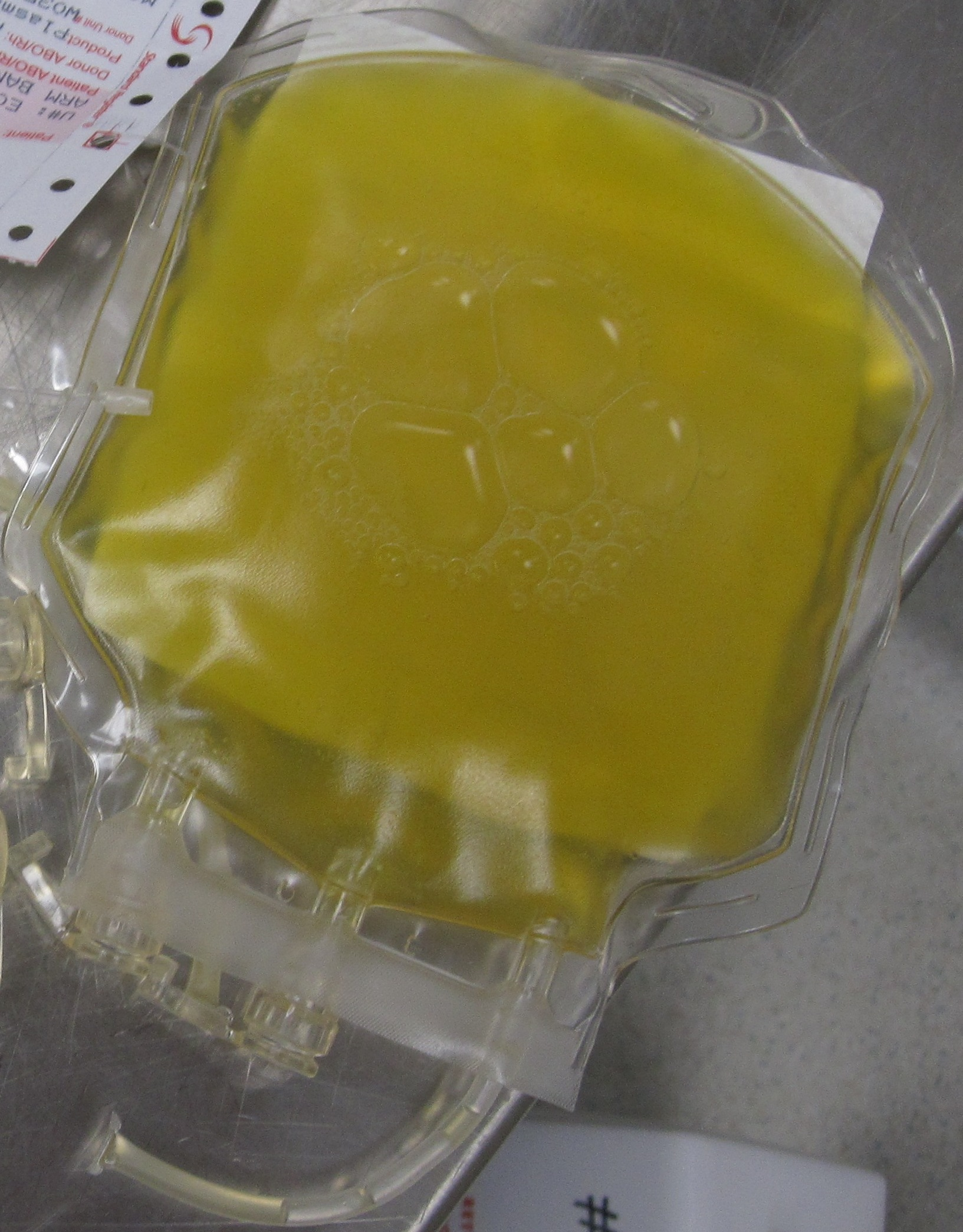
Una bolsa con una unidad de plasma fresco congelado.

La transfusión de sangre es la transferencia de la sangre o un componente sanguíneo de una persona (donante) a otra (receptor). Con los descubrimientos realizados acerca de la circulación de la sangre por Miguel Servet y William Harvey, se inició una investigación más sofisticada para las transfusiones de sangre en el siglo XVII, con experimentos acertados de transfusiones en animales. Sin embargo, las investigaciones sucesivas de transfusión entre animales y seres humanos no fueron tan exitosas (como cualquier técnica médica experimental que emerge) hasta que estas técnicas se refinaron y hoy en día salvan cientos de miles de vidas diariamente. Actualmente se están estudiando nuevas formas de liberación de fármacos mediante transfusiones sanguíneas para liberar sostenidamente el fármaco en circulación, mantenerlo en el torrente circulatorio o bien como vehículo de nanoparticulas.

## Historia y desarrollo del método

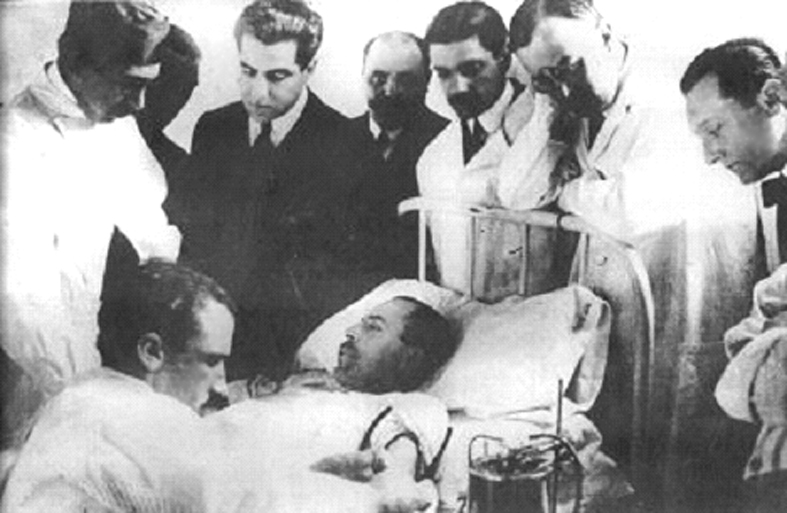
Luis Agote (2.º desde derecha) supervisando una de las primeras transfusiones efectivas y seguras en 1914.

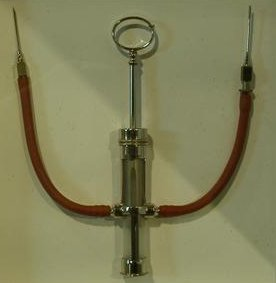
Una jeringa soviética de la Segunda Guerra Mundial para transfusión directa interhumana.

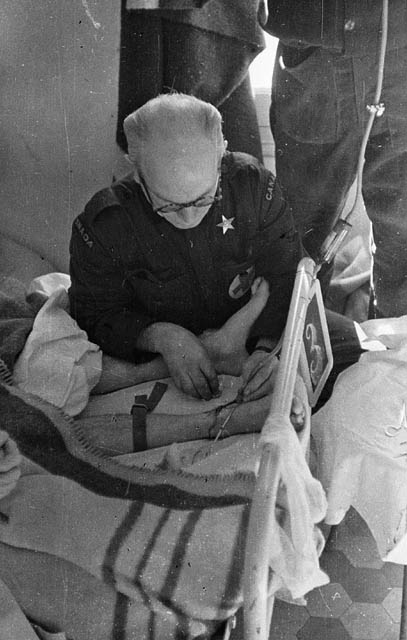
El doctor Norman Bethune, pionero en el uso de unidades móviles de transfusión sanguínea, realizando una transfusión durante la guerra civil española.

El primer intento de transfusión sanguínea registrado ocurrió en el siglo XV relatado por Stefano Infessura. En 1492 el Papa Inocencio VIII cayó en coma, por lo que se requirió de la sangre de tres niños para administrársela a través de la boca (ya que en ese entonces no se conocía la circulación sanguínea) a sugerencia del médico. A los niños de 10 años de edad se les prometió pagarles con sendos ducados de oro y, sin embargo, tanto el Papa como los jovencitos murieron. Algunos autores desacreditan el relato de Infessura, acusándolo de antipapista.[cita requerida]
El ejemplo más antiguo de transfusión exitosa de sangre fue realizado por los incas en el siglo XVI. Los conquistadores españoles fueron testigos de transfusiones a su llegada a México. La predominancia del grupo cero entre los indígenas aseguraba un mínimo de riesgo por incompatibilidad de tales transfusiones, problema que había causado fracasos en transfusiones en Europa.
La primera transfusión de sangre humana documentada fue administrada por el doctor Jean-Baptiste Denys, quien el 15 de junio de 1667 describió el caso de un enfermo de sífilis que murió después de haber recibido tres transfusiones de sangre de cordero: «Estaba en el proceso exitoso de recibir la transfusión..., pero algunos minutos después... su brazo se calentó, su pulso aceleró, el sudor brotó sobre su frente, se quejaba de fuertes dolores en los riñones y en el estómago, su orina era oscura, negra de hecho... luego murió...».
Durante la primera década del siglo XX se identificaron los diferentes tipos de sangre, y que la incompatibilidad entre la sangre del donante y del receptor podía causar la muerte.
Karl Landsteiner descubrió que las personas tenían diferente tipo de sangre y que las transfusiones no eran compatibles entre personas de diferente tipo. En 1901 describió el sistema de AB0 y en 1940 el sistema Rh.
El método de conservación de sangre humana para su uso diferido en transfusiones, mediante la adición de citrato de sodio, fue desarrollado por el médico argentino Luis Agote en 1914.
En 1936, durante la guerra civil española, el médico Frederic Durán-Jordà organizó un banco de sangre en Barcelona con un servicio de transfusiones a distancia. Y el médico Norman Bethune desarrolló el primer servicio móvil de transfusiones de sangre que llegaba hasta el frente de batalla.

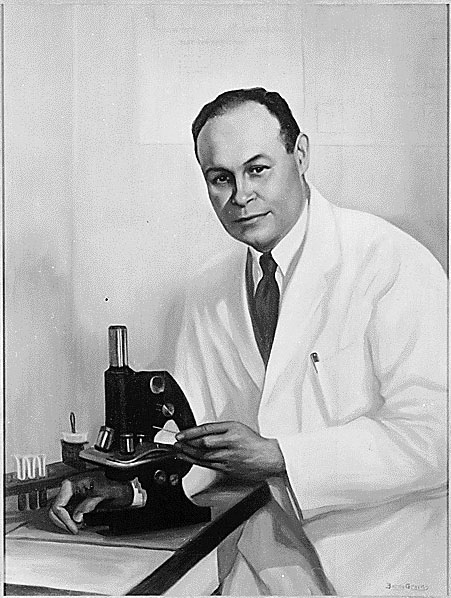
Charles Drew.

A fines de la década de 1930 e inicios de la de 1940, la investigación del médico estadounidense Charles Drew llevó al descubrimiento de que la sangre podía ser separada en plasma sanguíneo y células rojas, y de que el plasma podía ser congelado separadamente. La sangre almacenada de esta manera duraba más tiempo y era menos propensa a contaminarse.

## Usos médicos

### Transfusión de hematíes

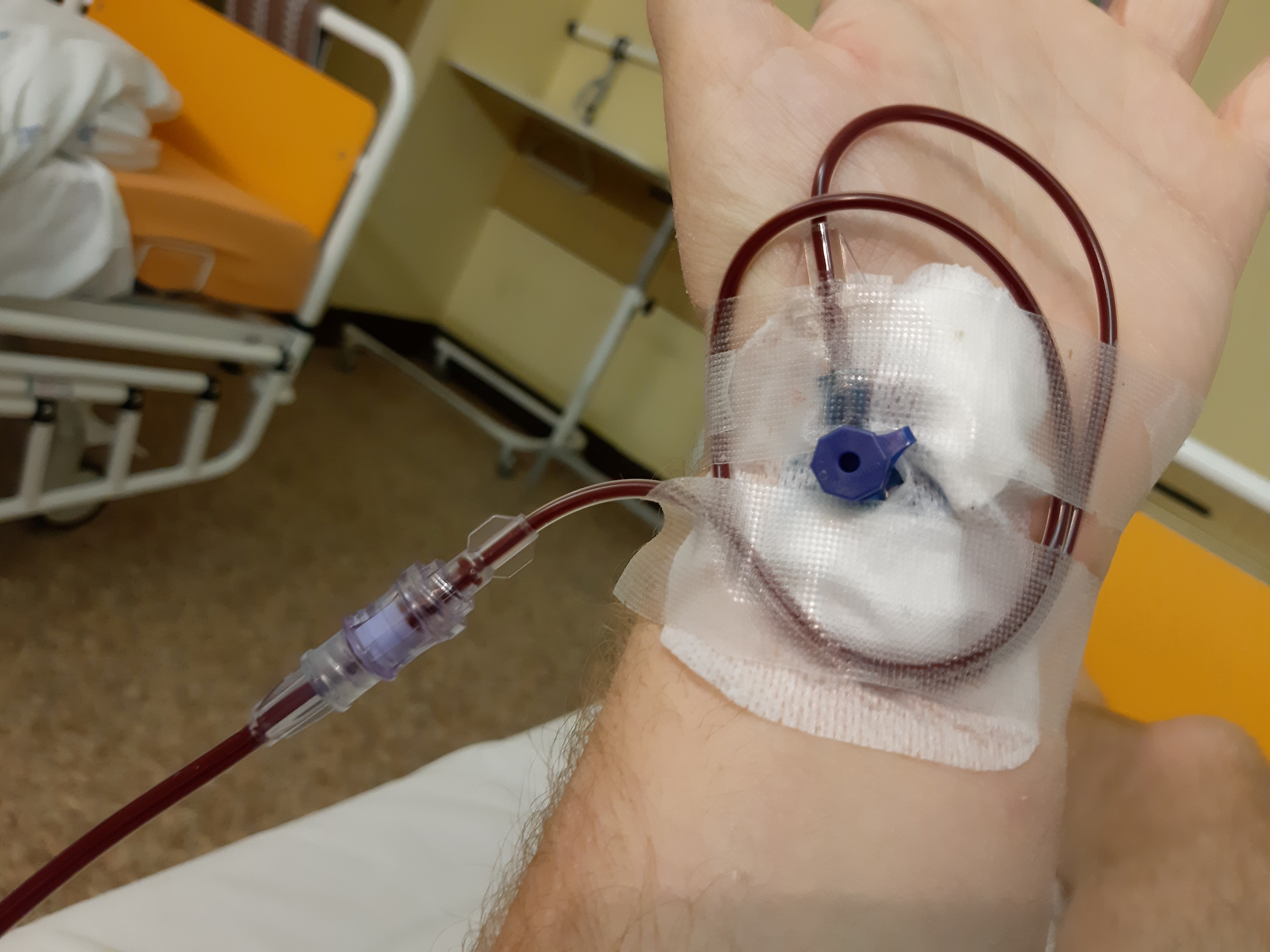
El paciente recibe una transfusión de sangre a través de la cánula

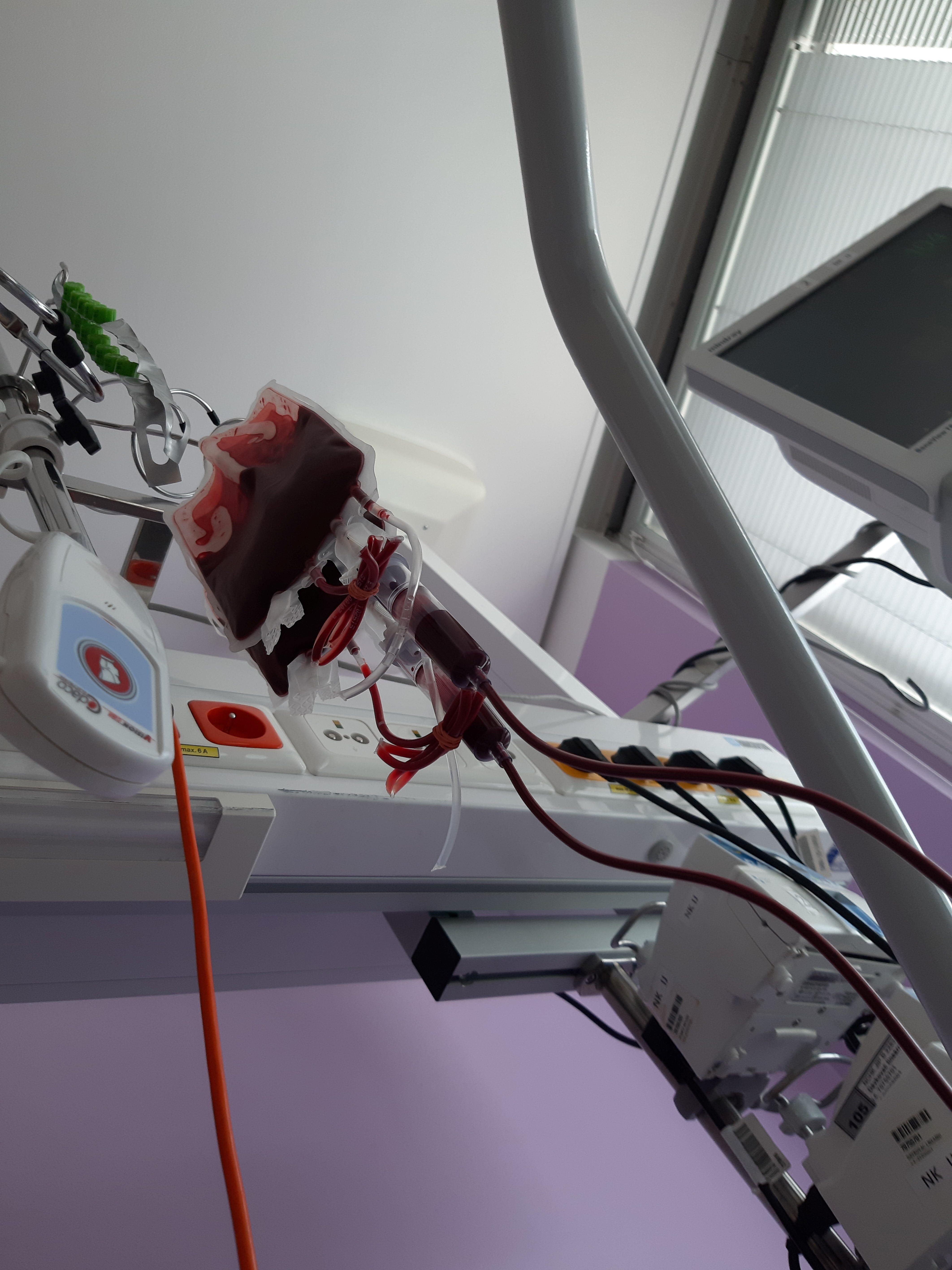
Sangre envasada durante el proceso de transfusión sanguínea

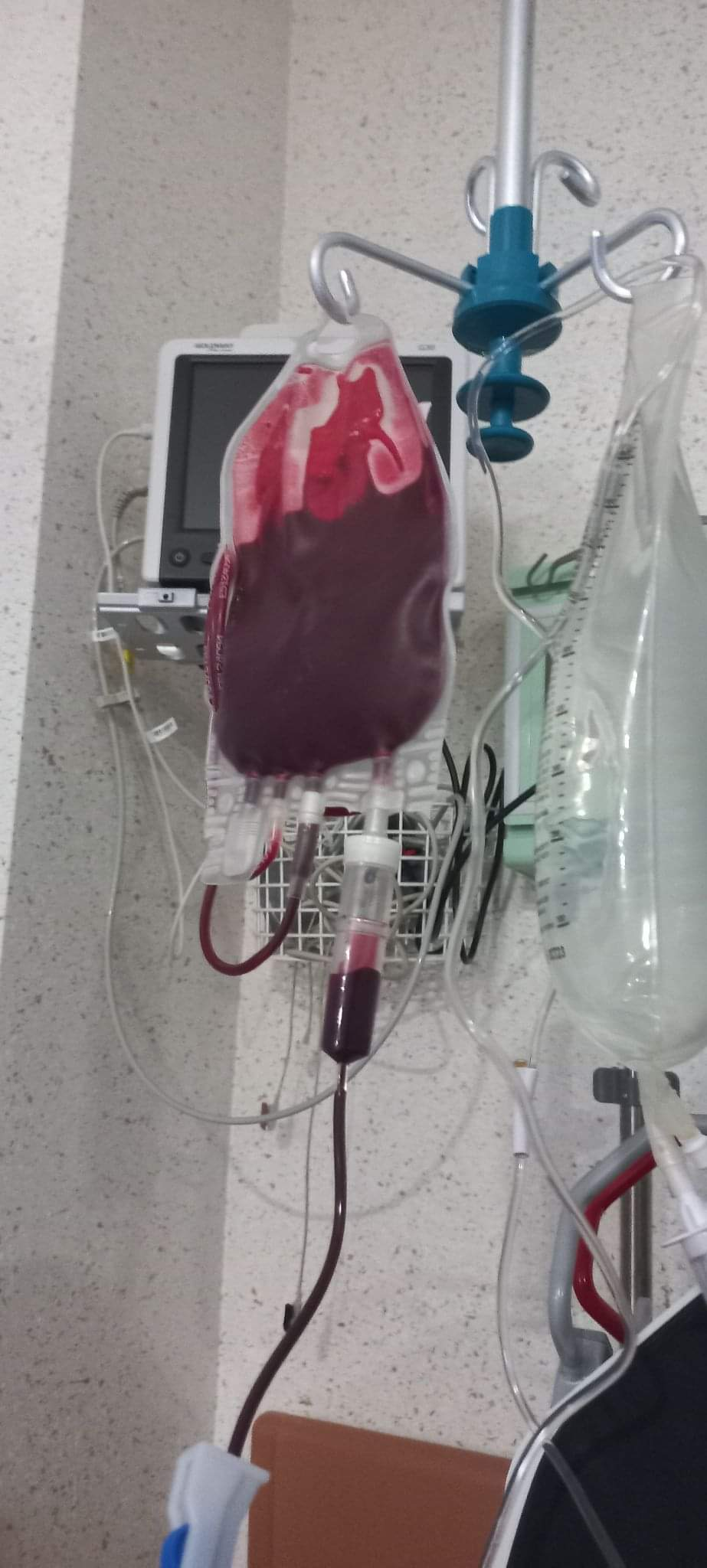
A medida que la persona recibe su transfusión de sangre, la bolsa se vacía lentamente, dejando atrás la sangre que se ha coagulado antes de poder ser administrada

Históricamente, la transfusión de glóbulos rojos se consideraba cuando el nivel de hemoglobina caía por debajo de 100g/L o el hematocrito por debajo del 30%. Debido a que cada unidad de sangre administrada conlleva riesgos, en la actualidad se suele utilizar un nivel desencadenante inferior a ese, de 70 a 80g/L, ya que se ha demostrado que tiene mejores resultados en los pacientes. La administración de una sola unidad de sangre es el estándar para las personas hospitalizadas que no están sangrando, con este tratamiento seguido de una nueva evaluación y consideración de los síntomas y la concentración de hemoglobina. Los pacientes con mala Saturación de oxígeno pueden necesitar más sangre. La advertencia de utilizar la transfusión de sangre sólo con anemia más grave se debe en parte a la evidencia de que los resultados empeoran si se administran cantidades mayores. Se puede considerar la transfusión en personas con síntomas de enfermedad cardiovascular como dolor torácico o dificultad respiratoria. En los casos en que los pacientes tienen niveles bajos de hemoglobina debido a la deficiencia de hierro, pero son cardiovascularmente estables, el hierro parenteral es una opción preferida basada tanto en la eficacia como en la seguridad. Otros productos sanguíneos se administran cuando es apropiado, por ejemplo, para tratar deficiencias de coagulación.

## Donación de sangre
Mediante la donación de sangre se pretende cubrir las necesidades de transfusión que necesitan las personas enfermas. En los países en vías de desarrollo, la donación suele ser realizada principalmente por voluntarios o familiares de los enfermos. Los países desarrollados cuentan con un sistema que controla las donaciones a través de los bancos de sangre.
La sangre se extrae por medio de una punción en el brazo y se trata para impedir su coagulación, posteriormente la sangre se separa en sus componentes principales, plasma, plaquetas y glóbulos rojos. La sangre de los donantes es posteriormente analizada, pasando un exhaustivo control que incluye numerosas pruebas para detectar los principales virus que puede contener la sangre, como: pruebas para la detección de anticuerpos irregulares, pruebas de serología infecciosa, pruebas para medir el nivel de transaminasas y prueba del NAT.

## Contraindicaciones y tipos de sangre
| Sangre | ¿A quién puede donar? | ¿De quién puede recibir donación? |
| 0-     | TODOS                 | 0-                                |
| 0+     | 0+ A+ B+ AB+          | 0- 0+                             |
| A-     | A- A+ AB- AB+         | 0- A-                             |
| A+     | A+ AB+                | 0- 0+ A- A+                       |
| B-     | B+ B- AB+ AB-         | 0- B-                             |
| B+     | B+ AB+                | 0- 0+ B- B+                       |
| AB-    | AB- AB+               | 0- B- A- AB-                      |
| AB+    | AB+                   | TODOS                             |

Para realizar transfusiones, deben tomarse medidas para asegurar la compatibilidad de los grupos sanguíneos del donante y el receptor, para evitar reacciones hemolíticas potencialmente fatales. La tabla de compatibilidades e incompatibilidades de tipos de sangre es como se indica en la tabla de la derecha.
Sin embargo, no son el AB 0 y el Rh los únicos tipos de grupos sanguíneos existentes. Existen otros tipos de grupos sanguíneos menos conocidos por ser menos antigénicos que los anteriores y, por lo tanto, menos susceptibles de provocar reacciones de incompatibilidad. Por ello, es imprescindible realizar pruebas cruzadas entre la sangre de donante y la del receptor, para descartar la existencia de anticuerpos en el receptor contra eritrocitos del donante.
Antiguamente, este análisis se hacía observando la reacción al microscopio y valorando con el mismo la aparición o no de aglutinación (incompatibilidad). En la actualidad el proceso está automatizado y ya no es imprescindible depender únicamente de la fiabilidad del observador al microscopio.

## Transfusión e infección
Los países desarrollados someten cada unidad de sangre donada a pruebas de laboratorio para detectar la presencia de múltiples tipos de virus y bacterias como el VIH/sida, las hepatitis B y C o la sífilis. Así, al realizar una transfusión sanguínea en los Estados Unidos, la American Medical Association dijo en 2004 que la probabilidad de que una unidad de sangre sea portadora de virus o bacterias es inferior a una entre 1,9 millones en el caso del VIH e inferior a una entre un millón en el caso de la hepatitis C. En contraste, en 2008, la Organización Mundial de la Salud reveló que en 31 países en desarrollo y con economías en transición no se realizaban, en todas las unidades de sangre donada, pruebas para detectar la presencia de virus o bacterias responsables de enfermedades infecciosas.

## Críticas
En algunos países del mundo las donaciones de plasma mueven un negocio millonario que ha generado polémica. En España, por ejemplo, la Cruz Roja recibe dinero de la comunidad autónoma de Madrid por cada bolsa de sangre donada. Estas donaciones se envían al banco de sangre que se encarga de su conservación y distribución. Por otro lado, a pesar de los controles en laboratorio que se hacen para garantizar que la sangre no tenga virus ni bacterias, el periodo ventana hace imposible asegurar que toda la sangre sea limpia.

## Alternativas
La cirugía sin sangre es recomendada por departamentos específicos de esta especialidad de la medicina moderna. La razón es un mejor resultado durante las operaciones de todo tipo de enfermedades, incluso de las más complejas como de cáncer y corazón, y un mejor postoperatorio. Sin embargo, esto no aplica en hemorragias o pérdida de sangre, en la incapacidad de producir suficiente sangre o en trastornos sanguíneos existentes donde una transfusión de sangre es necesaria para la vida del paciente. Mientras la ciencia no logre desarrollar una fuente de sangre artificial, no existe ninguna alternativa aceptable a una transfusión de sangre en muchas situaciones. Medicamentos conocidos como factores de crecimiento para incrementar la capacidad del organismo de fabricar sangre estimulan la producción de glóbulos rojos y de plaquetas. Estos, en la mayoría de los casos, no reemplazan totalmente la necesidad de una transfusión.